# Cheryl Kerfeld
Pour les articles homonymes, voir Kerfeld.
Cheryl Ann Kerfeld est une bio-ingénieure et universitaire américaine, professeure titulaire de la chaire John A. Hannah à l'université d'État du Michigan et chercheuse au Laboratoire national Lawrence-Berkeley. Ses recherches portent sur la bio-informatique, l'imagerie cellulaire et la biologie structurale.

## Formation
Cheryl Kerfeld obtient son diplôme de biologie et littérature anglaise avec mention à l'université du Minnesota. Elle est lauréate du prix Captain Jennings DeWitt Payne pour l'excellence en études littéraires, puis une maîtrise en anglais dans le cadre du programme Regents' Scholars alors qu'elle travaille comme « junior scientist » au département de microbiologie de l'université du Minnesota. Kerfeld soutient en 1993 une thèse de doctorat en biologie intitulée « Biochemical and structural characterization of proteins involved in photosynthesis : the pigment proteins of Chromatium purpuratum and cytochrome c6 of Chlamydomonas reinhardtii » à l'UCLA, dans laquelle elle centre ses recherches sur le complexe de récolte de lumière des bactéries de soufre violet. Kerfeld est chercheuse postdoctorale au département de biochimie de l'UCLA, grâce à une bourse de la Fondation nationale pour la science (NSF).

## Carrière

### Élaboration de programmes pour l'enseignement de premier cycle
Après avoir terminé ses études postdoctorales, Kerfeld a poursuivi ses recherches sur la photoprotection et les carboxysomes alors qu'elle était administratrice universitaire en initiatives scientifiques pour le vice-recteur de l'enseignement de premier cycle de l'UCLA. Là, elle a développé un programme de premier cycle qui incorporait une expérience de recherche, y compris l'Initiative de recherche en génomique de premier cycle. En 2007, Kerfeld a rejoint le Joint Genome Institute, au Lawrence Berkeley National Laboratory (LBNL), pour établir le programme d'éducation en génomique et bioinformatique. Cela comprenait le développement d'une plate-forme Web pour la mise en œuvre de la bio-informatique dans les cours de premier cycle et les projets de recherche. Plus de 350 professeurs ont été encadrés dans le cadre de ce programme. Ce programme est récompensé en 2011 par le prix de l'American Society of Biochemistry and Molecular Biology pour ses contributions dans le domaine de l'éducation.

### Recherche
Tout en se concentrant principalement sur l'enseignement de la bioinformatique pour le JGI, Kerfeld était professeure associée au département de biologie végétale et microbienne de Berkeley et a continué à développer un programme de recherche sur les microcompartiments bactériens et les protéines caroténoïdes. Elle a également dirigé le premier projet de séquençage du génome à grande échelle pour le Phylum Cyanobacteria, une collaboration entre le US Department of Energy Joint Genome Institute et la Collection de culture de l'institut Pasteur, à Paris.
Depuis 2013, Kerfeld est « John A. Hannah Distinguished Professor », titulaire de la chaire de bio-ingénierie structurelle à l'université d'État du Michigan tout en conservant son laboratoire à Berkeley avec des postes à la division de biophysique moléculaire et de bioimagerie intégrée et à la division de génomique environnementale et de biologie des systèmes du LBNL. Ses recherches sont centrées sur deux domaines principaux ; les microcompartiments bactériens, les organites métaboliques présents dans les bactéries, ainsi que la structure et la fonction des protéines modulaires de liaison aux caroténoïdes sont impliqués dans la médiation de la photoprotection cyanobactérienne. Les découvertes clés incluent l'identification de nouvelles familles de protéines de liaison aux caroténoïdes,,,, la translocation activée par la lumière de la molécule de caroténoïde dans la protéine caroténoïde orange, la structure des coquilles intactes du microcompartiment bactérien ,,,, et l'utilisation d'études bioinformatiques complètes pour révéler la diversité fonctionnelle des microcompartiments bactériens (PLOS Computational Biology Top 10 %,). Ses recherches fondamentales constituent la base de la bio-ingénierie, y compris des assemblages à base de protéines pour une utilisation en ingénierie métabolique,, nanomédecine et les biomatériaux de nouvelle génération.
À l'université d'État du Michigan, Kerfeld dirige l'un des trois domaines d'orientation programmatiques du laboratoire de recherche sur les plantes MSU-DOE, « Caractérisation et ingénierie des modules cellulaires et subcellulaires pour la productivité photosynthétique ». En 2019, Kerfeld est devenue la chef de file d'un programme de recherche de la National Science Foundation qui cherche à concevoir une cellule synthétique sans lipides,. La fabrication d'une telle cellule nécessite la contribution de plusieurs disciplines scientifiques, notamment la physique, la chimie, la biologie et la science des matériaux. En particulier, il cherche à comprendre si les lipides sont nécessaires au développement et au fonctionnement cellulaire. Au-delà du milieu universitaire, les usines de cellules synthétiques sont utilisées pour la production de carburants solaires (c'est-à-dire d'hydrogène photobiologique) et de carburéacteur. Des cellules synthétiques exemptes de lipides pourraient permettre l'ingénierie de cellules basées uniquement sur les macromolécules souhaitables, ce qui rendrait plus simple la récupération de produits utiles.
Cheryl Kerfeld s'intéresse aux arts et aux sciences humaines, elle écrit notamment des critiques de livres et d'art pour le Minnesota Daily, le LA Village View, le San Diego Union Tribune, le San Francisco Chronicle ou encore le PLOS Biology,.

## Distinctions
- 2011 : prix de l'American Society for Biochemistry and Molecular Biology (en) pour des contributions exemplaires à l'éducation [33],[34],[35]
- 2019 : membre de l'Association américaine pour l'avancement des sciences[36],[37]

## Publications (sélection)
- Aaron M. Appel, John E. Bercaw, Andrew B. Bocarsly, Holger Dobbek, Daniel L. DuBois, Michel Dupuis, James G. Ferry, Etsuko Fujita, Russ Hille, Paul J. A. Kenis, Cheryl A. Kerfeld, Robert H. Morris, Charles H. F. Peden, Archie R. Portis, Stephen W. Ragsdale, Thomas B. Rauchfuss, Joost N. H. Reek, Lance C. Seefeldt, Rudolf K. Thauer et Grover L. Waldrop, « Frontiers, Opportunities, and Challenges in Biochemical and Chemical Catalysis of CO2Fixation », Chemical Reviews, vol. 113, no 8,‎ 2013, p. 6621–6658 (ISSN 0009-2665, DOI 10.1021/cr300463y)
- Mark M. Tanaka, Seth D. Axen, Onur Erbilgin et Cheryl A. Kerfeld, « A Taxonomy of Bacterial Microcompartment Loci Constructed by a Novel Scoring Method », PLoS Computational Biology, vol. 10, no 10,‎ 2014, e1003898 (ISSN 1553-7358, DOI 10.1371/journal.pcbi.1003898)
- Kerfeld, CA, Aussignargues, C., Zarzycki, J., Cai, F., Sutter, M. Bacterial Microcompartments. Nature Reviews Microbiology 16(5):277-290, 2018.
- Kerfeld CA et Sutter, M. "Engineered bacterial microcompartments: apps for programming metabolism". Current Opinion in Biotechnology 65 : 225-232, 2020.
- Leverenz, RL, Sutter, M. Wilson, A., Gupta, S., Thurotte, A., Bouncier de Carbon, C. Perreau, F., Petzold, CJ, Ralston, C., Kirilovsky, D. et Kerfeld, CA A carotenoid translocation activates photoprotection in cyanobacteria. Sciences 348 : 1463-1466, 2015.
- P. M. Shih, D. Wu, A. Latifi, S. D. Axen, D. P. Fewer, E. Talla, A. Calteau, F. Cai, N. Tandeau de Marsac, R. Rippka, M. Herdman, K. Sivonen, T. Coursin, T. Laurent, L. Goodwin, M. Nolan, K. W. Davenport, C. S. Han, E. M. Rubin, J. A. Eisen, T. Woyke, M. Gugger et C. A. Kerfeld, « Improving the coverage of the cyanobacterial phylum using diversity-driven genome sequencing », Proceedings of the National Academy of Sciences, vol. 110, no 3,‎ 2012, p. 1053–1058 (ISSN 0027-8424, DOI 10.1073/pnas.1217107110)
- Sutter, M., Greber, B., Aussignargues, C., Kerfeld, CA Assembly principles and structure of a 6.5 MDa bacterial microcompartment shell. Sciences 356, 1293-1297, 2017.
- Dongying Wu, Philip Hugenholtz, Konstantinos Mavromatis, Rüdiger Pukall, Eileen Dalin, Natalia N. Ivanova, Victor Kunin, Lynne Goodwin, Martin Wu, Brian J. Tindall, Sean D. Hooper, Amrita Pati, Athanasios Lykidis, Stefan Spring, Iain J. Anderson, Patrik D’haeseleer, Adam Zemla, Mitchell Singer, Alla Lapidus, Matt Nolan, Alex Copeland, Cliff Han, Feng Chen, Jan-Fang Cheng, Susan Lucas, Cheryl Kerfeld, Elke Lang, Sabine Gronow, Patrick Chain, David Bruce, Edward M. Rubin, Nikos C. Kyrpides, Hans-Peter Klenk et Jonathan A. Eisen, « A phylogeny-driven genomic encyclopaedia of Bacteria and Archaea », Nature, vol. 462, no 7276,‎ 2009, p. 1056–1060 (ISSN 0028-0836, DOI 10.1038/nature08656)